# トム・ジョンソン (作曲家)
トム・ジョンソン（Tom Johnson, 1939年 - 2024年12月31日）は、アメリカ出身の現代音楽の作曲家。フランス在住。

## 略歴と作風
イェール大学で修士号を取得。1983年以降はパリに住んでいる。彼の音楽は一切の虚飾と表情を廃した、完璧なミニマリズムの作品である。ある一定のルールを設定し、そのルールにもとづいてリズムとメロディーが算出され、結果がそのまま五線譜に定着されることで有名である。
ミクストメディアにも早くから興味を示し、オペラ作品演出では視覚的要素すら最小限にとどめることで、その世界観を強固なものとしている。
2024年12月31日の朝に死去。85歳没。

## 受容
2008年現在までに私的に二度来日。かつてはフレデリック・ジェフスキーの演奏でCDが出されたことがある。数学者で作曲家でもあるオランダのサミュエル・ヴリーツェンは演奏されることはほぼないと考えられていた「コード・カタログ」をピアノで全曲演奏し、聴衆の熱狂的な支持を受けて楽壇デビューした。

## 公式サイト
- http://www.editions75.com